# LIDET UWF王座
LIDET UWF世界王座（リデット・ユー・ダブリュー・エフせかいおうざ）は、GLEATが管理・認定している王座。

## 歴史
2023年6月7日、GLEAT後楽園ホール大会で行われた初代王座決定トーナメントに優勝した伊藤貴則が初代王者になった。
2024年6月21日、第2代王者であるフジタ"Jr"ハヤトがみちのくプロレス後楽園ホール大会に来場し、再発した癌の手術を終え復帰にむけたリハビリのため王座の返上を発表。7月1日に行われた第3代王座決定戦として伊藤対中嶋勝彦が発表され、中嶋が戴冠。

## 歴代王者
| 歴代  | 王者             | 戴冠回数 | 防衛回数 | 獲得日         | 獲得場所 備考（対戦相手）         |
| ----- | ---------------- | -------- | -------- | -------------- | --------------------------------- |
| 初代  | 伊藤貴則         | 1        | 0        | 2023年06月07日 | 後楽園ホール （青木真也）         |
| 第2代 | フジタ"Jr"ハヤト | 1        | 1        | 2023年07月01日 | TOKYO DOME CITY HALL 王座返上     |
| 第3代 | 中嶋勝彦         | 1        | 1        | 2024年07月01日 | TOKYO DOME CITY HALL （伊藤貴則） |